# Torquay

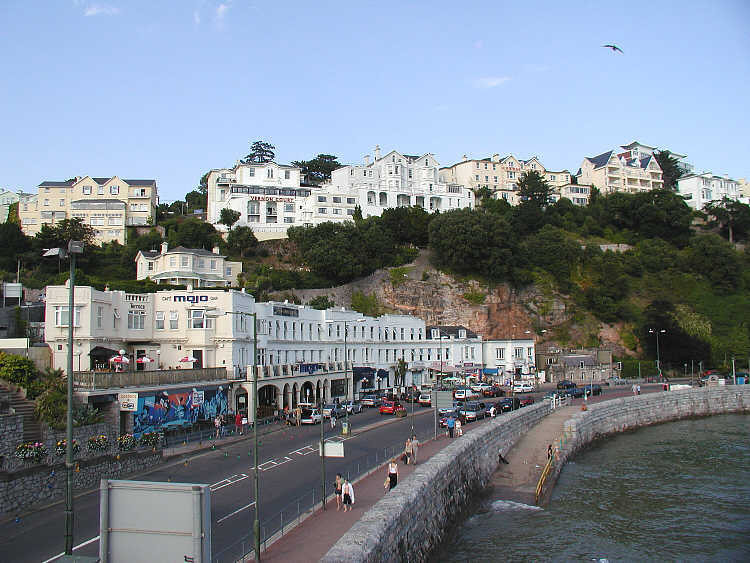
A beira do mar em Torquay

Torquay é uma cidade britânica situada às margens do Canal da Mancha, no sul da Inglaterra, no condado de Devon, região do Sudoeste.
Ela pertence administrativemente, desde 1 de abril de 1998, à autoridade unitária de Torbay, da qual ela é a capital, subdivisão que comprende igualmente, em direção do sul, as cidades costeiras de Paignton, com a qual ela forma uma só aglomeração, e Brixham, bem como algumas pequenas localidades de menor importância no interior das terras.
Torquay é um elemento importante do que se denomina frequentemente a "Riviera inglesa", pelo seu clima mais suave e mais "são" que aquele do resto da Inglaterra, porque aquecido pelas correntes do oceano Atlântico.

## Personalidades
- Agatha Christie nasceu em Torquay, em 1890.